# Wurging
(Ver)wurging, verhanging of strangulatie is een methode om een lucht-ademend organisme te doden. Door het dichtknijpen van de luchtpijp of de halsslagaders sterft het slachtoffer, als dit te lang duurt, aan zuurstofgebrek (verstikking). Wanneer de zuurstoftoevoer naar de hersenen volledig is afgesloten, volgt bewusteloosheid doorgaans snel. Het maakt hierbij echter veel uit of alleen de toevoer van lucht naar de longen wordt afgesloten, wat pas na minuten tot bewusteloosheid leidt, of dat de bloedtoevoer naar de hersenen wordt onderbroken, waarbij dit effect veel sneller intreedt (seconden).
In de forensische geneeskunde wordt de term 'wurging' (met de handen) vaak onderscheiden van verstikking door omsnoering (met touw, sjaal of dergelijke voorwerpen) en van verstikking door het bedekken van mond en neus met bijvoorbeeld een kussen.

## Doodstraf
Verwurging is lange tijd een methode geweest om de doodstraf uit te voeren. Bij verwurging werd de veroordeelde aan een paal gebonden (zittend of staand), waarna de beul van achteren een koord om de nek steeds strakker aandraaide. In de Nederlanden was wurging evenals verdrinking lange tijd een straf die vooral aan vrouwen werd opgelegd als alternatief voor ophanging. Hiermee werd voorkomen dat toeschouwers van de executie onder de rok van de veroordeelde vrouw konden kijken. Om de straf extra wreed te maken, kon de rechter de beul vragen de wurging te onderbreken. Mensen die veroordeeld waren tot de brandstapel werden vaak eerst gewurgd; levend verbranden was voorbehouden aan de ernstiger gevallen. In 1809 werd wurging een van de drie toegestane methoden om de doodstraf te voltrekken, naast ophanging en onthoofding.
In Spanje werd verwurging (garrote) als manier om de doodstraf te voltrekken pas in 1974 afgeschaft.

## Zelfverdediging
Wurggrepen zijn ook een techniek die bij verdedigingsporten zoals jiujitsu en judo wordt geleerd. Het gebruik ervan is bij beoefenaars onder een bepaalde leeftijd reglementair verboden.

## Vrijwillige wurging
Zuurstofgebrek veroorzaakt een toestand in de hersenen die op een lichte roes lijkt, terwijl een orgasme daarbij heviger kan zijn dan normaal. Wegens deze roes (al of niet met seksuele aspecten, zie wurgseks) of als "uitdaging" (challenge, in dit geval choking challenge) veroorzaakt iemand dit soms bij zichzelf, of laat dit iemand anders bij hem doen. 
Er is daarbij echter een serieus risico op blijvende hersenbeschadiging en zelfs overlijden. Wanneer men alleen is en de wurging met een hulpmiddel toepast is het gevaar nog groter, omdat men als men het bewustzijn verliest de zuurstoftoevoer niet kan herstellen.